# Basta
Basta (àrab: بسطة, Basṭa) és un jaciment arqueològic d'època prehistòrica situat a la governació de Ma'an, Jordània, a 36 quilòmetres al sud-est de Petra. Rep el nom del poble proper de Basta, que va acollir una important guarnició otomana durant la Primera Guerra Mundial i la Gran Revolta Àrab de 1916-1918. Igual que el jaciment proper de Ba'ja, Basta es va construir vers el 7000 aC i pertany al període Neolític preceràmic B (PPNB segons les sigles en anglès).
Basta és un dels primers llocs coneguts al món en haver tingut una població assentada que cultivava conreus i vivia amb bestiar domesticat.
Basta es troba a una altitud d'uns 1.460 metres s. n. m.. Al poble modern hi viuen 1.491 persones.

## Descripció
L'aparició del poblat de Basta remunta a l'època en què van aparèixer els primers assentaments humans i de l'ús de conreus agrícoles com a forma de sostenir els seus habitants. Juntament amb l'ús de conreus, Basta també es troba entre els jaciments arqueològics que marquen el primer ús de la domesticació animal.

### Entorn
La presència d'una font perenne va afavorir sens dubte l'elecció del lloc per part de les poblacions neolítiques per a bastir l'assentament en aquest lloc. El marc ecològic és el de l'estepa, on evolucionen els ramats d'animals salvatges. Tanmateix, la proximitat d'estepes àrides no permetia comptar constantment amb els recursos que ofereix l'agricultura de secà.

### Arquitectura
El poblat ocupava una superfícia aproximada de 10 ha, cosa que el convertia en un assentament de grans dimensions. La superfície màxima ocupada per una unitat de població al Llevant a la mateixa època va ser la de 'Ain Ghazal, que va arribar a les 12 a 13 ha (350 cases i de 2000 a 2500 habitants), també situat a Jordània.

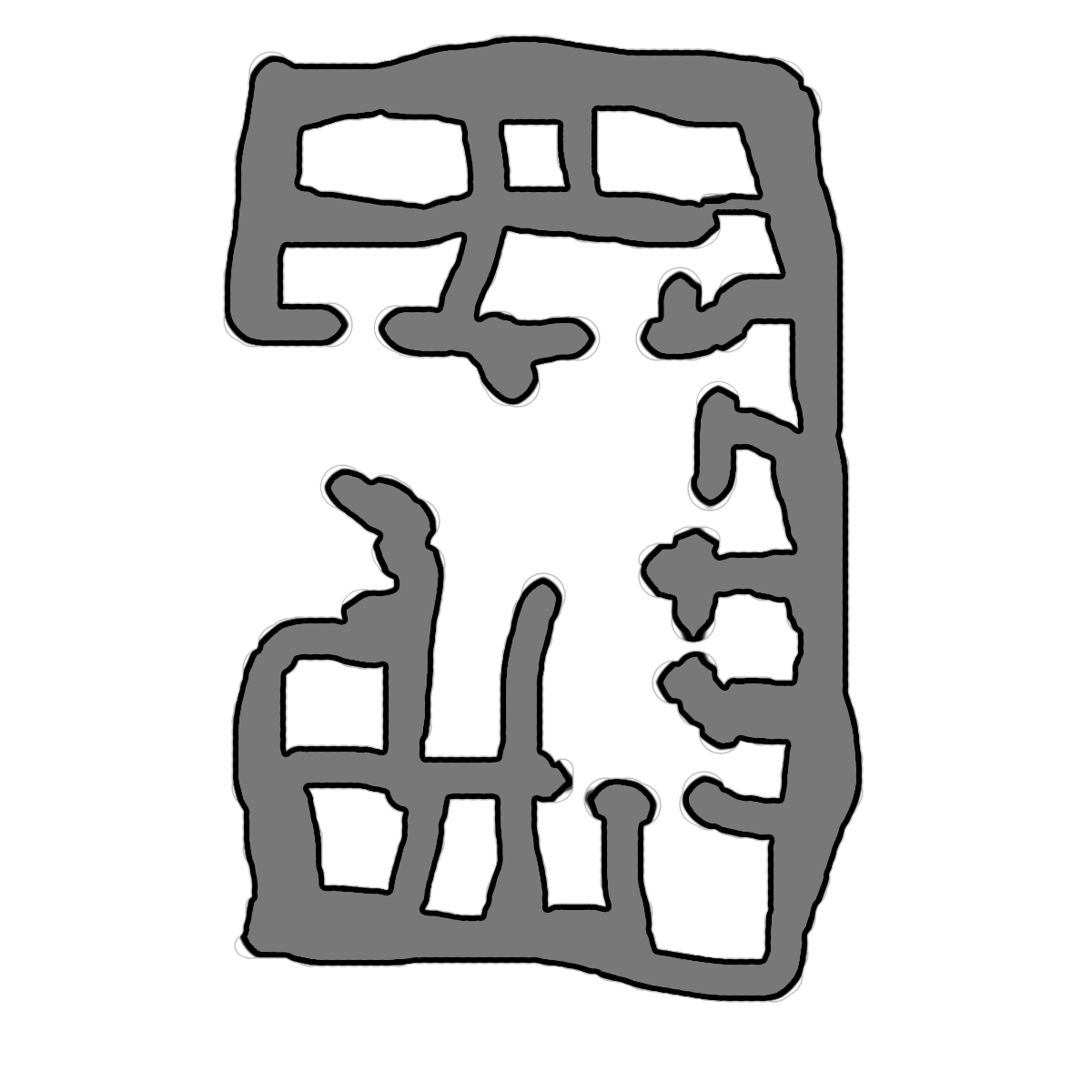
Plànol d'una casa típica amb pati a Basta.

Les cases de Basta es van construir en un talús anivellat per grans terrasses amb murs de contenció. Aquestes cases són de pedra i inclouen diverses cel·les rectangulars de 2x3 metres que es comuniquen entre elles i envolten un espai buit (un pati). Per limitar els efectes de la humitat del sòl, els constructors van instal·lar bases ventilades en comptes dels terres de pedra que predominaven abans. L'arquitectura no té cap marca de diferenciació social.

### Sepultures
El lloc ha donat enterraments i cranis, però en un nombre relativament baix si es té en compte l'extensió de l'assentament. El mateix escenari el tenim en altres jaciments de Jordània, com els de 'Ain Ghazal i Beidha. Els investigadors donen per fet que els cementiris devien estar fora dels llocs de residència i que encara no han estat desenterrats.

### Estris

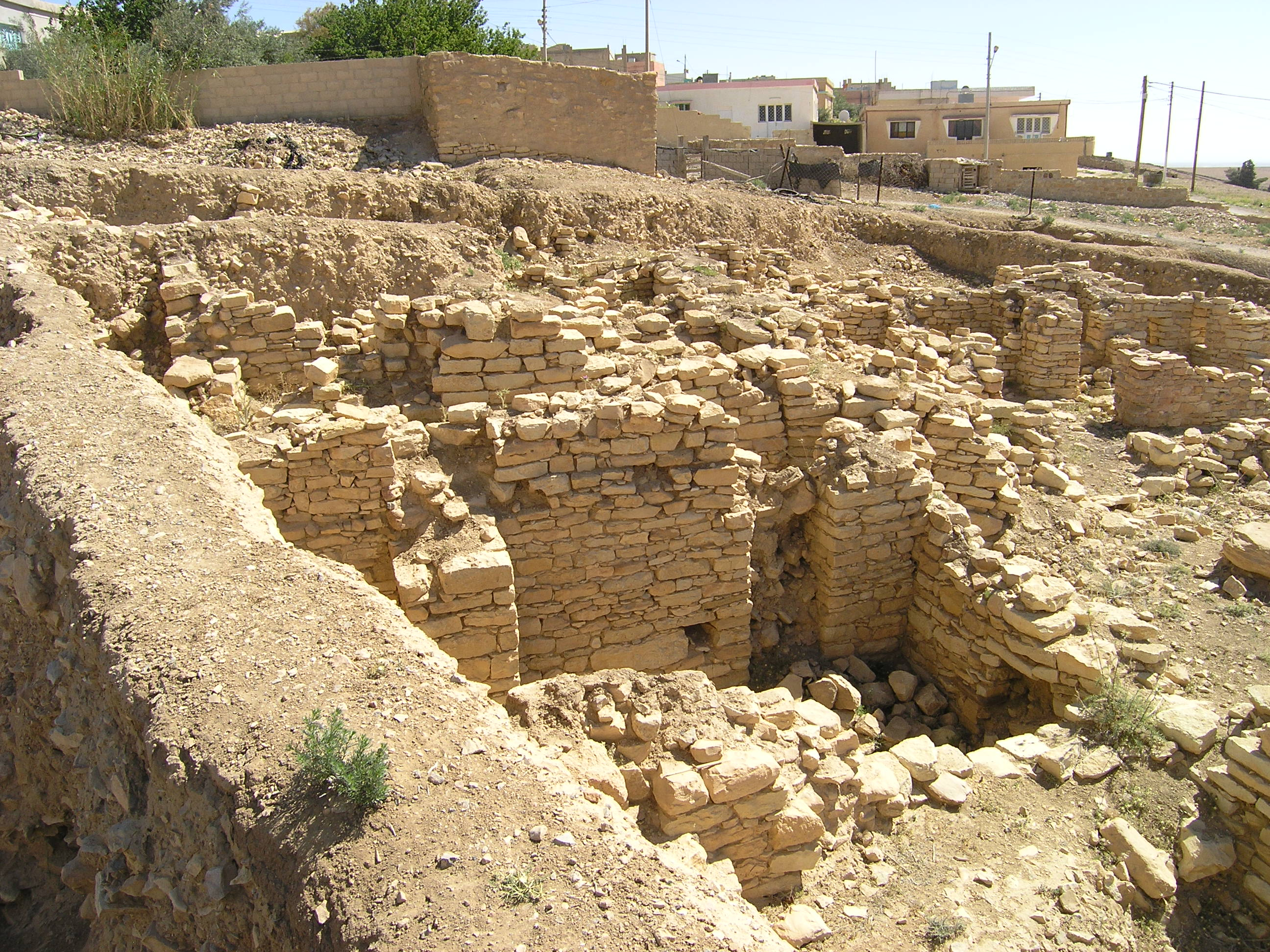
El jaciment de Basta.

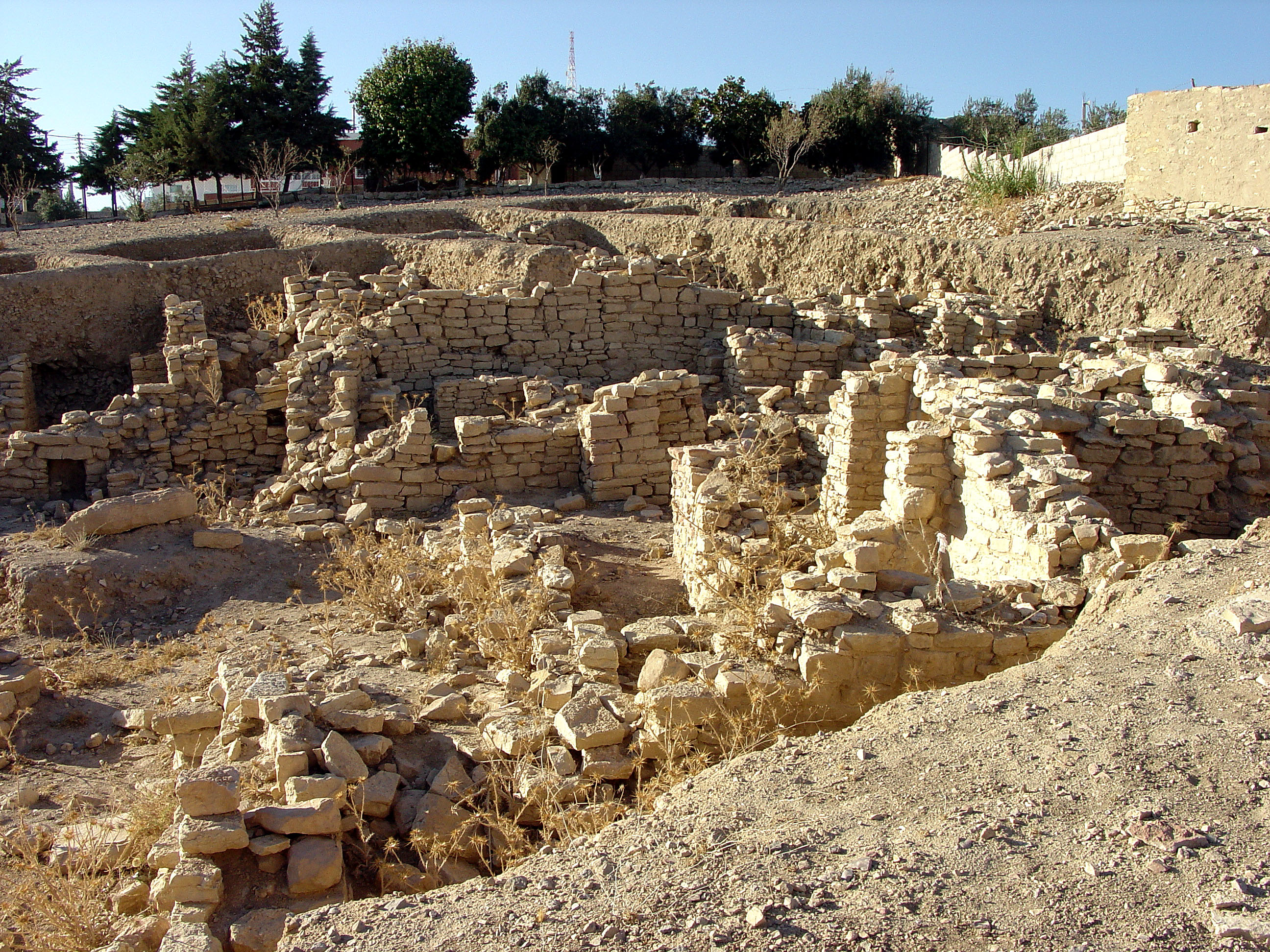
Restes d'edificis al jaciment de Basta.

En ser una civilització anterior a la invenció de la ceràmica, els objectes d'ús quotidià que s'hi han trobat són fets de pedra i os. Les eines inclouen estris de molta, puntes de fletxa de granit —puntes de Biblos i Jericó— i petites puntes amb peduncles i aletes.
Al jaciment s'hi han descobert figures que representen animals (una gasela ajaguda, un cap de boví i un cap de moltó) i caps humans esquemàtics, així com una màscara de pedra. Finalment, les polseres amb pedres facetades es troben entre les restes materials notables de Basta.

### Auge i decadència
En el seu punt més àlgit, Basta es va convertir en un centre regional de comerç i producció "industrial" d'eines fetes a mà. Gràcies a la domesticació, el comerç i l'agricultura, Basta va arribar a tenir una població d'almenys 1000 persones, que la van convertir en un dels assentaments més poblats d'aquella època a la regió, juntament amb l'antic assentament de Beidha, que es troba a prop.
No hi ha consens sobre la decadència de Basta, tot i que els investigadors creuen que el ràpid creixement de l'assentament, un terratrèmol i el consum excessiu dels recursos naturals de la zona van ser els factors que van provocar la davallada i, en conseqüència, la desaparició de la ciutat cap al 5000 aC.